# Endosperm

Bobule révy vinné s vyznačeným endospermem uvnitř semene (seed)

Endosperm neboli vnitřní živné pletivo je vnitřní část semene většiny krytosemenných rostlin, která se rozvíjí po oplození vajíčka. Obklopuje embryo a vyživuje ho především sacharidem a škrobem, méně už rostlinným olejem a proteiny. Kromě endospermu se na výživě podílí i perisperm, který leží ve vnější části semene.

## Vznik a vývoj endospermu
Endosperm vzniká při tzv. dvojitém oplození, které je pro krytosemenné rostliny typické. Jedna ze spermatických buněk splývá s diploidním centrálním jádrem zralého zárodečného vaku, čímž vzniká (nejčastěji triploidní) buňka živného pletiva. Někdy je však živné pletivo diploidní (u pupalek) nebo polyploidní (např. u řebčíku).
Zpočátku bývá endosperm kapalný a sladký (například „mléko“ v kukuřicích), ale jak semeno zraje, endosperm tuhne a jednodušší cukry se mění na škrob. Někdy však se zráním endosperm zaniká nebo zakrňuje (fazol obecný) a vyživovací funkci přejímají zdužnatělé děložní lístky.[zdroj?] Endosperm je zcela redukován u vstavačovitých a kotvicovitých rostlin, kde funkci přebírají haustoria.
Podle způsobu dělení oplozeného jádra zralého zárodečného vaku (primární endospermové buňky) je možné rozlišit tři typy endospermu:
- jaderný endosperm – evolučně původní, dělí se nejprve pouze buněčná jádra, až poté vznikají kolem jader přepážky (buněčné stěny); typickým příkladem je „kokosové mléko“ uvnitř plodů kokosovníku – svou tekutou konzistenci má díky nepřítomnosti buněčných stěn;
- buněčný endosperm – při každém dělení dochází také k vzniku buněčné stěny; u většiny rostlin
- helobiální endosperm – přechodný typ mezi dvěma výše uvedenými typy přítomný u některých bahenních rostlin; prvním dělením se endosperm rozdělí přepážkou na dvě části (jako u buněčného endospermu), v nichž následně dochází k dělení jader (jako u jaderného endospermu). První část je tzv. chalazální a obvykle spíše zaniká, druhá mikropylární je rozsahem větší.

## Endosperm a lidská výživa
Endosperm je důležitou součástí potravy ve výživě člověka a mnoha dalších organismů. Je například základem obilky pšenice, která se mele na mouku a z ječmene se zase vyrábí pivo. Dalšími příklady může být kokosová dužina či popcorn.